# Monotes autennei
Monotes autennei är en tvåhjärtbladig växtart som beskrevs av Duvign.. Monotes autennei ingår i släktet Monotes och familjen Dipterocarpaceae. Inga underarter finns listade i Catalogue of Life.